# Granietspeldenkussentje
Granietspeldenkussentje (Pertusaria corallina) is een korstmossoort uit de familie Pertusariaceae.

## Determinatie
Deze soort heeft een dik, wit tot lichtgrijs thallus, meestal met een wit prothallus. Het oppervlak van het thallus wordt bedekt met witte isidiën, die kort en afgerond kunnen zijn, maar goed ontwikkelde isidiën zijn koraalvormig en kunnen tot 2 mm lang worden.
Het heeft de volgende kenmerkende kleurreacties: C-, K+ (geel tot geel-oranje), UV-.

### Gelijkende taxa
Granietspeldenkussentje kan worden verward met grauwe dijkkringkorst die K+ (geel→rood) en P+ (oranje) is.

## Ecologie
Granietspeldenkussentje groeit hoofdzakelijk epilitisch op zuur substraat. Vaak gaat het om graniet.

## Verspreiding
In Nederland is granietspeldenkussentje zeer zeldzaam. Het staat op de Nederlandse Rode Lijst in de categorie 'gevoelig'.